# Zonder titel (Claire Begheyn)

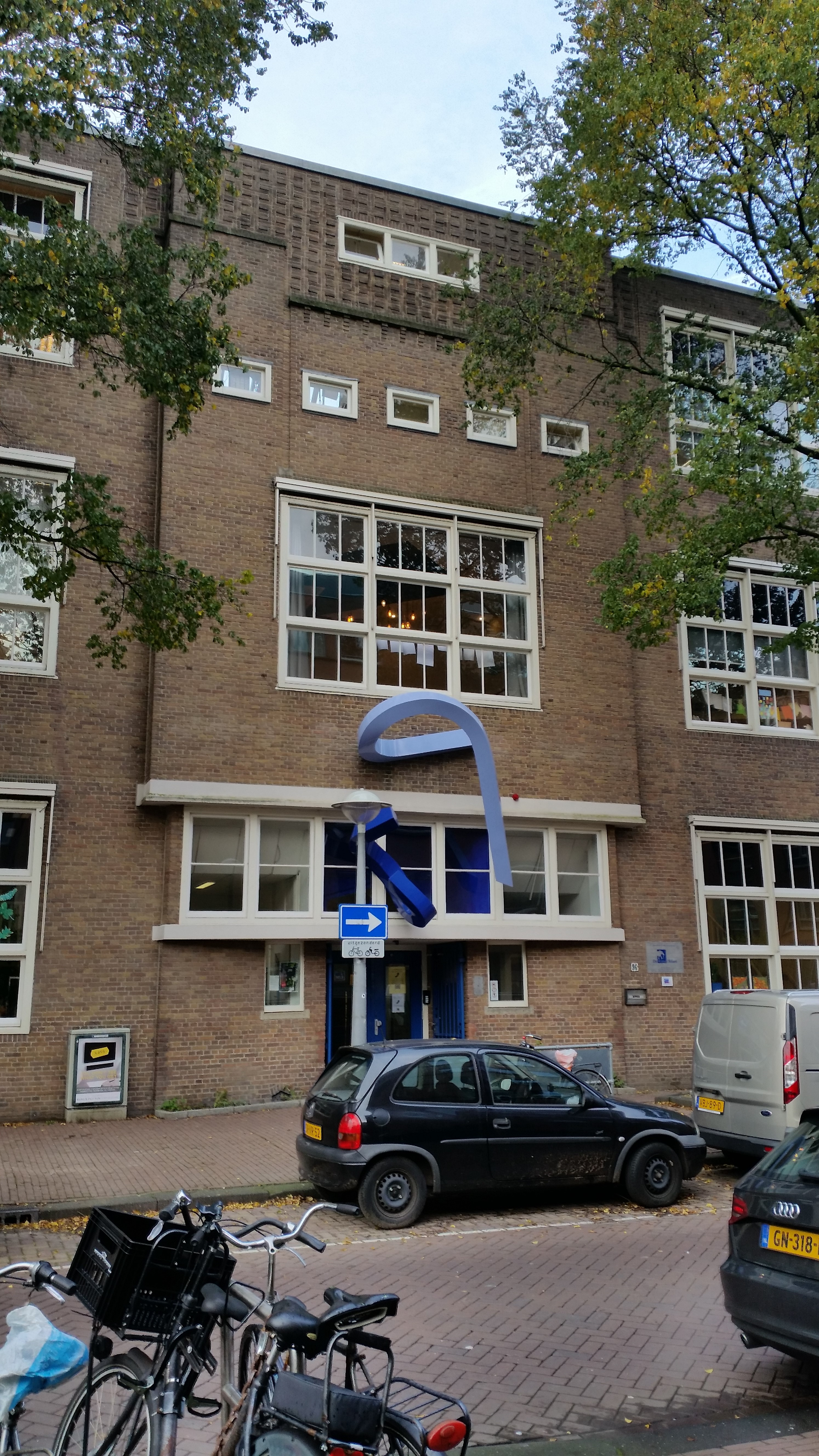
Blauw kunstwerk naderbij (2019)

Aan het schoolgebouw van De Witte Olifant aan de Nieuwe Uilenburgerstraat 96, Amsterdam-Centrum hangt een titelloos tweeluik van kunstenares Claire Begheyn. 

## Claire Begheyn
Begheyn (Amsterdam, 1950) kreeg haar opleiding tussen 1968 en 1972 in Tilburg waar ze haar onderwijsdiploma haalde voor vakken tekenen en textielkunst. Ze leerde daar ook haar toekomstige man Govert Heikoop kennen. Ze trokken samen naar Maastricht waarbij Ko Sarneel hun verder hielp. Tussen 1977 en 1979 studeerde het paar aan de Cranbrook Academy of Art in Bloomfield Hills, Michigan. Ze studeerde onder Gerhardt Knodel (textiel) en voor de bijstudies, Carl Tooth (fotografie) en Daniel Libeskind (architectuur). Langzaamaan zag ze haar belangstelling voor textiel verschuiven naar de bijstudies. Daarbij kwam later nog moderne dans bij. In 1979 vestigde het echtpaar zich met hun atelier in Amsterdam-Centrum; vanaf 1983 in het gebouw Nieuwe Uilenburgerstraat 106 (in 2025 is ze er nog steeds gevestigd). Naast regulier werk en de renovatie van hun huis schiep het echtpaar (los van elkaar) werken voor de dan gangbare 1%-regeling, waarbij bij bouw of renovatie 1% van de kosten naar kunstobjecten in de openbare ruimten konden gaan/gingen. Ze konden voorstellen doen via het blad BK. Zo kon haar man zijn titelloze werk maken voor Cinetol. Heikoop overleed in 2007. Ondertussen gaf ze jarenlang les aan het Sweelinck College in Amsterdam-Zuid (1979-1997) en begeleidde vanaf 1997 nieuwe kunstenaars.

## Kunstwerk
Begheyn ontwierp onder meer voor dichterbij. De school De Witte Olifant werd verbouwd en zij kreeg de opdracht voor een gevelversiering. Begheyn gaf haar werken en die categorie geen titel; mensen moesten zelf beslissen wat ze in de abstracte kunst zagen. Ze haalde daarbij inspiratie uit beweging, zoals bij het Frankfurter Ballett. Het thema werd afstoten en aantrekken, iets dat ze vond in de eerste schooldag van het nieuwe leerjaar; de kinderen besluiten met wie ze voortaan al dan niet zullen optrekken. Het werk bestaat uit een grote krul van staal, die aan het baksteen hangt en een kleinere aluminium krul, die aan een houten kozijn hangt (aluminium en klein waren nodig om het daaraan op te kunnen hangen). In eerste instantie was de grote krul rood en de kleine geel, zoals vastgelegd door Lyda Goede van Buitenbeeld in beeld.  Na 2006 werd het kunstobject blauw geschilderd. Begheyn maakte zich daar niet druk over; het kunstvoorwerp is specifiek voor het gebouw gemaakt en moet aldus veranderd of gesloopt worden al naar gelang de wensen van de gebruiker of eigenaar van het gebouw. Nadeel is wel dat sommige kunst daardoor op de schroothoop eindigt (waarvan het soms gered wordt). In weerwil van het idee van de kunstenaar zien mensen er toch de slagtanden van een olifant in, wellicht mede geholpen door de naam van de school. In 2025 was het beeld onderwerp van de rubriek Blikvanger in Het Parool. 

## Gebouw
Het gebouw is een uit 1920 stammende hoekschool. In een U-vorm (met korte pootjes en brede onderkant) vormt het een sluitstuk van een bouwblok aan de Nieuwe Uilenburgerstraat, Nieuwe Batavierstraat en Oudeschans. Het schoolgebouw ontworpen door de Dienst der Publieke Werken in de bouwstijl Amsterdamse School maakt(e) deel uit van de stadsvernieuwing die hier in de jaren tien en twintig plaatsvond. De geschiedenis (ontwikkeling onderwijs, schoolgebouwen en architectuur) leverde het gebouw de status gemeentelijk monument op (202039).